# Oreonectes macrolepis
Oreonectes macrolepis és una espècie de peix de la família dels balitòrids i de l'ordre dels cipriniformes.

## Morfologia
- Cos recobert completament per escates (llevat de l'àrea entre les aletes pectorals i les pèlviques) i de 7,6 cm de llargària màxima.
- 12-13 radis tous a l'aleta dorsal i 8 a l'anal.
- Línia lateral amb 5-12 porus.[3][5]

## Hàbitat i distribució geogràfica
És un peix d'aigua dolça, demersal i de clima tropical, el qual viu a la conca del riu Perla (Guangxi, la Xina).

## Observacions
És inofensiu per als humans.